# Lola-Aston Martin LMP1

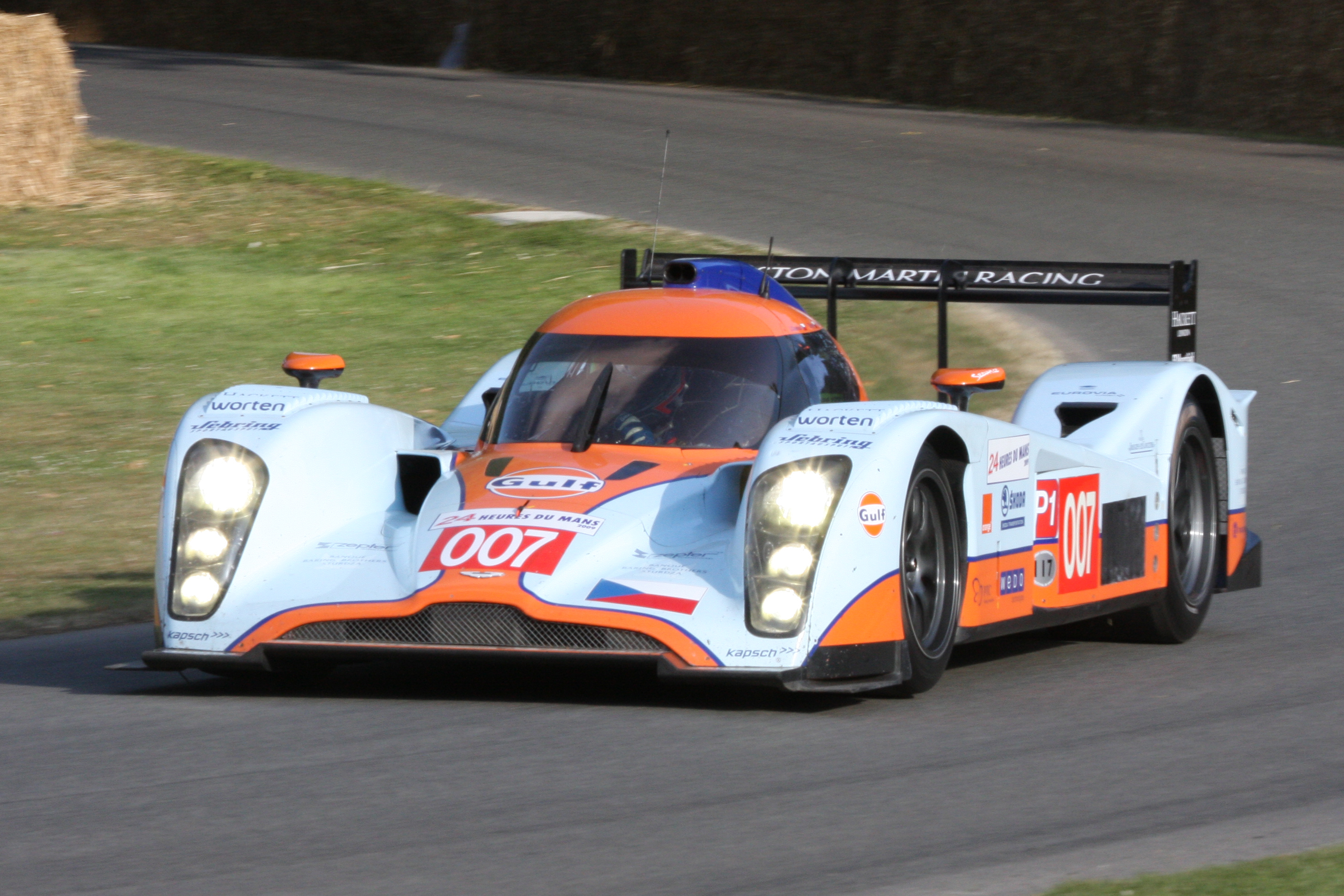
Der Lola-Aston Martin bei der Präsentation in Goodwood

Der Lola-Aston Martin LMP1 ist ein von Prodrive entwickelter und seit 2009 eingesetzter Le-Mans-Prototyp. Er basiert auf dem Lola B08/60. Die Chassis selbst wurden von Lola als Lola B09/60 hergestellt. Aston Martin bezeichnet dieses Fahrzeug intern als DBR1-2, in Erinnerung an den Le-Mans-Sieg von 1959 mit einem DBR1. Offiziell wird das Fahrzeug seitens Aston Martin aber als Lola-Aston Martin LMP1 bezeichnet.

## Geschichte
Im Dezember 2008 kündigte David Richards, Besitzer von Prodrive und Aston Martin Racing an, 2009 einen Werks-LMP1 bei den 24 Stunden von Le Mans und in der Le Mans Series einzusetzen.
Dafür wurden von Lola gekaufte B08/60 Chassis stark modifiziert. Neben einer völlig neuen Aerodynamik wurden die Hinterachse sowie der Antriebsstrang völlig neu entwickelt. Einige weitere Kleinteile wurden ebenfalls überarbeitet.
Der V12-Motor entstammt dem erfolgreichen Aston Martin DBR9 der GT1-Klasse. Dieser wurde 2008 erstmals von Charouz Racing System in einem Le-Mans-Prototyp (Lola B08/60) eingesetzt. Diese sind 2009 auch für die Renneinsätze der LMP unter dem Namen Aston Martin Racing verantwortlich.

## Renneinsätze
Der erste Renneinsatz erfolgte im April 2009 nur vier Monate nach Ankündigung des Werksprogramms. Man sicherte sich mit Startplatz zwei und drei eine sehr gute Ausgangslage für die 1000 km von Katalonien in Barcelona. Mit Jan Charouz, Stefan Mücke und Tomáš Enge konnte man auch gleich beim Debüt einen Rennsieg erringen. Beim folgenden Rennen, den 1000 km von Spa, war man mit den Plätzen drei und fünf wieder erfolgreich. Ab dem 24-Stunden-Rennen von Le Mans wurden zudem drei Fahrzeuge des Typs eingesetzt. Wobei das bis dahin in der Le Mans Serie erfolgreiche Fahrertrio Charouz, Mücke und Enge das Rennen auf dem 4. Gesamtrang beendeten. Beim 1000-km-Rennen auf dem Nürburgring beendeten alle LMP1 das Rennen auf dem Podium. Am Ende der Saison 2009 gewannen das tschechisch-deutsche Fahrertrio den Titel der Fahrermeisterschaft. An Aston Martin Racing ging zudem der Sieg in der Teamwertung. Im Anschluss an die Rennen in Europa, nahm einer der Fahrzeuge mit Stefan Mücke und Harold Primat an den beiden Meisterschaftsläufen der Asian Le Mans Series teil. Wobei der Wagen mit einem Gesamtsieg und einer weiteren Podiumsplatzierung in der Meisterschaftswertung lediglich von Henri Pescarolo eingesetzten Team Sora Racing geschlagen wurde.

## Chassis

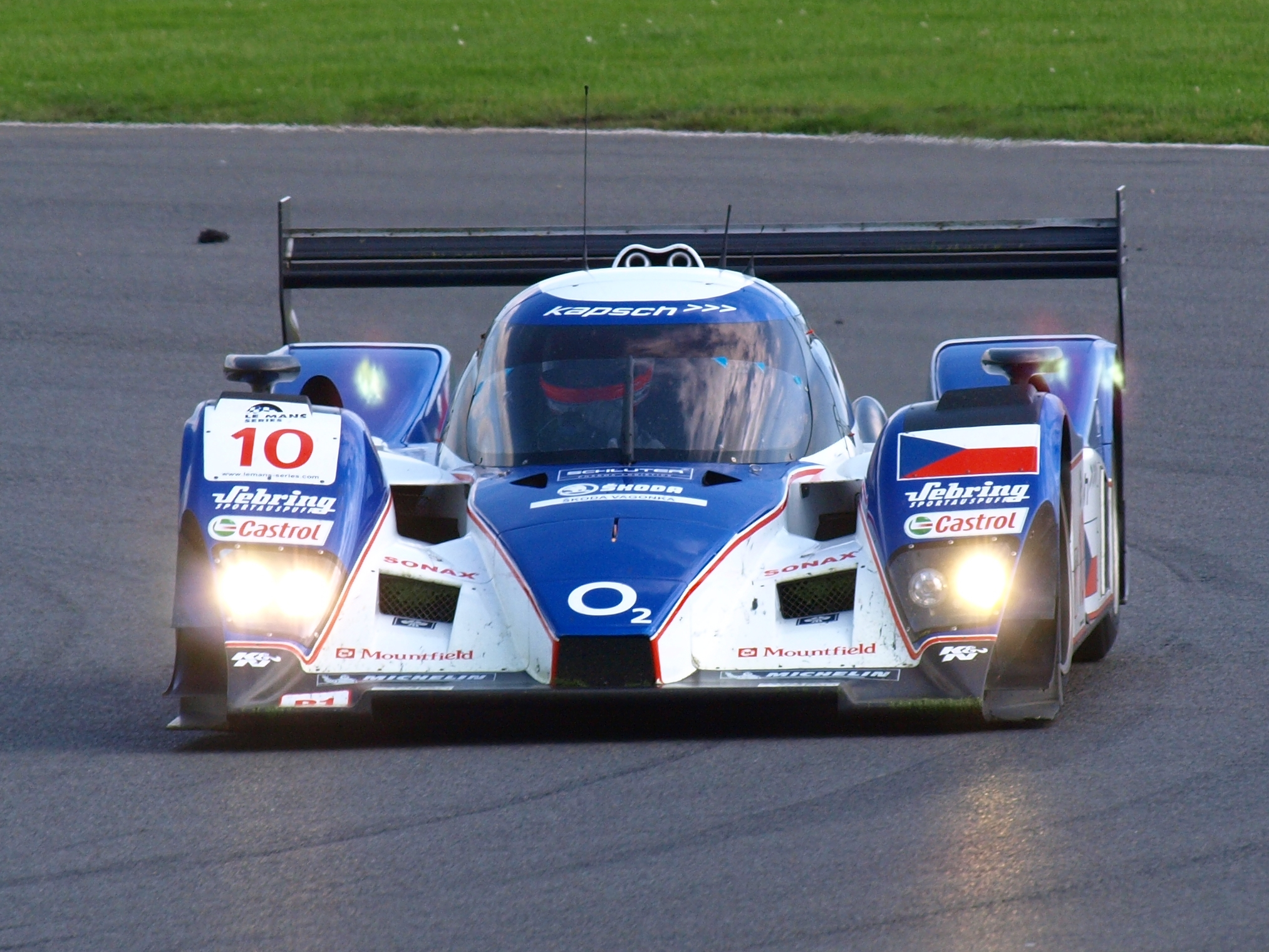
Der Lola B08/60 von Charouz vor dem Umbau

Eines der vier Chassis wurde Ende Mai 2009 bei Tests in Monza durch einen Unfall von Jos Verstappen schwer beschädigt. Bereits bei den Le-Mans-Series-Vortests in Le Castellet hatte Tomáš Enge einen Unfall, bei dem er leichte Verletzungen erlitt und das Fahrzeug aber so schwer beschädigte, dass ein Ersatzchassis zum Neuaufbau bei Lola geordert werden musste.
| AM Nr.   | Lola-Typ | Lola-Nr.     | Jahr | Team                | Motor        | Rennserie     | Anmerkungen                                         |
| -------- | -------- | ------------ | ---- | ------------------- | ------------ | ------------- | --------------------------------------------------- |
| DBR1-2/1 | B09/60   | HU02         | 2009 | Aston Martin Racing | Aston Martin | LMS & Le Mans |                                                     |
| DBR1-2/2 | B09/60   | HU01 / HU01S | 2009 | Aston Martin Racing | Aston Martin | LMS & Le Mans | Testunfall in Le Castellet, mit HU01S neu aufgebaut |
| DBR1-2/3 | B09/60   |              | 2009 | Aston Martin Racing | Aston Martin | LMS           |                                                     |
| DBR1-2/4 | B08/60   | HU02         | 2009 | Aston Martin Racing | Aston Martin | LMS & Le Mans | Lola-Vorjahreschassis umgerüstet zu einem DBR1-2    |